# Talara synnephala
Talara synnephala là một loài bướm đêm thuộc phân họ Arctiinae, họ Erebidae.